# Українка (Молдова)
Українка (рум. Ucrainca) — село в Молдові в Каушенському районі. Колишня назва — Стурзень. Є центром однойменної комуни, до складу якої також входить село Звьоздочка.